# Lebenstedt
Lebenstedt, voordien Hermann-Göring-Stadt, is een deelgemeente van de Duitse stad Salzgitter in Nedersaksen.
Het dorp Lebenstedt telde in 1933 maar 526 inwoners.
De stad ontstond in 1937 onder de naam “Hermann-Göring-Stadt” om de arbeiders onder te brengen van de Reichswerke Hermann Göring. De plaats van de stad was 5 km ten westen van de staalfabriek gekozen om buiten de uitwasemingen van de schoorstenen te liggen.
Tot 31 maart 1942 behoorde Lebenstedt tot Landkreis Wolfenbüttel, daarna werd ze een deel van de grootstad Watenstedt-Salzgitter.
Op 23 januari 1951 werd de stad "Salzgitter" genoemd.